# Laphria ostensa
Laphria ostensa là một loài ruồi trong họ Asilidae. Laphria ostensa được Walker miêu tả năm 1861. Loài này phân bố ở miền Australasia.